# 율리야 가브릴로바
율리야 페트로브나 가브릴로바(러시아어: Ю́лия Петро́вна Гаври́лова, 1989년 7월 20일~)는 러시아의 펜싱 선수로 주 종목은 사브르이다.

## 경력
2011년 가브릴로바는 이탈리아 카타니아에서 열린 2011년 세계 펜싱 선수권 대회의 개인전에서 동메달을, 단체전에서 금메달을, 총 2개의 메달을 획득하였다.
가브릴로바는 런던에서 열린 2012년 하계 올림픽에서, 러시아 국가대표로 여자 사브르 개인전에 나중에 이 종목에서 은메달을 획득하는 소피야 벨리카야와 함께 참가하였다. 그녀는 32강에서 카자흐스탄의 율리야 지비차에게 15-7의 승리를 거두었으나, 16강전에서 중국의 주민에게 11-15로 패하며 탈락하였다.